# 鲍比·图利斯
罗伯特·韦恩·图利斯（英語：Robert Wayne Tullis，1950/1951年—）是美国自由意志党政治人物。他是阿肯色州矿泉城市长，曾在1979至1993年间任阿肯色州众议院议员。

## 传记
图利斯的父母是丹齐尔·图利斯和妮娜·惠特莫·图利斯。1979年至1993年，他作为民主党人在阿肯色州众议院任职，代表第八十六选区，包括霍华德县和塞维尔县的一部分。1994年，图利斯投入了阿肯色州审计员竞选，在民主党初选中以微弱劣势输给了古斯·温菲尔德。2010年，他是绿党提名的阿肯色州财政部长候选人，输给了现任民主党人玛莎·肖夫纳。同年，图利斯竞选矿泉城市长。虽然他以46%的得票率获得第一名，但由于他没有获得多数票，必须进行决选，他输掉了决选。
2012年，图利斯竞选阿肯色州第四国会选区议员。他最初探索以共和党和自由意志党身份参选，后来他支持共和党候选人贝丝·安妮·兰金。图利斯后来决定以自由意志党身份参选，因为兰金未能赢得共和党提名。他输给了共和党人汤姆·科顿。
2014年，图利斯寻求自由意志党的财政部长提名未果。同年，他当选为矿泉城市长。
图利斯是阿肯色州唯一一位担任民选官职的自由意志党人。

## 选举历史
| 党派 | 党派          | 候选人        | 得票数  | 百分比 |
| ---- | ------------- | ------------- | ------- | ------ |
|      | 民主党 (美国) | 古斯·温菲尔德 | 166,856 | 51.8%  |
|      | 民主党 (美国) | 鲍比·图利斯   | 155,018 | 48.2   |
| 合计 | 合计          | 合计          | 321,874 | 100%   |

| 党派 | 党派          | 候选人      | 得票数  | 百分比 |
| ---- | ------------- | ----------- | ------- | ------ |
|      | 民主党 (美国) | 玛莎·肖夫纳 | 479,701 | 67.5%  |
|      | 美国绿党      | 鲍比·图利斯 | 230,594 | 32.5   |
| 合计 | 合计          | 合计        | 710,495 | 100%   |

| 党派 | 党派              | 候选人        | 得票数  | 百分比 |
| ---- | ----------------- | ------------- | ------- | ------ |
|      | 共和党 (美国)     | 汤姆·科顿     | 154,149 | 59.5%  |
|      | 民主党 (美国)     | 吉恩·杰弗里斯 | 95,013  | 36.7   |
|      | 自由意志党 (美國) | 鲍比·图利斯   | 4,984   | 1.9    |
|      | 美国绿党          | 约书亚·德雷克 | 4,807   | 1.9    |
| 合计 | 合计              | 合计          | 258,953 | 100%   |